# David Berlinski
David Berlinski (New York City, 1942) è un saggista statunitense.
Autore di libri divulgativi sulla matematica, ha ricevuto un Ph.D. in filosofia dalla Princeton University e ha insegnato filosofia, matematica e inglese a Stanford, alla Rutgers University, alla City University di New York, nell'Università di Washington, Puget Sound, San Jose State, Santa Clara, San Francisco e San Francisco State; ha inoltre insegnato matematica all'Università di Parigi.

## Biografia
È stato ricercatore presso l'International Institute for Applied Systems Analysis (IIASA) in Austria e l'Institut des Hautes Études Scientifiques (IHES) in Francia; è stato un assistente di ricerca in biologia molecolare presso la Columbia University e ha svolto ricerche nei campi dell'analisi dei sistemi, della topologia differenziale, della biologia teorica, della filosofia analitica, e della filosofia della matematica. Noto per le sue posizioni apertamente critiche nei confronti della validità scientifica dell'evoluzione, è un ebreo laico e si professa agnostico. Egli esprime la sua critica all'ateismo scientifico nel suo libro The Devil's Delusion: Atheism and its Scientific Pretensions (2008), in cui afferma che gli argomenti scettici contro la fede religiosa basati su prove scientifiche travisano ciò che la scienza dice in realtà e che una morale oggettiva richiede un fondamento religioso. Inoltre afferma che le teorie matematiche che tentano di riunire la meccanica quantistica e la teoria della relatività sono pseudoscientifiche a causa della impossibilità di una loro verifica empirica, ed esprime dubbi verso la teoria darwiniana della dell'evoluzione. È membro del Center for Science and Culture del Discovery Institute di Seattle, che è uno dei punto di riferimento per il movimento creazionista del disegno intelligente. È stato tra gli scienziati firmatari del documento A Scientific Dissent from Darwinism, promosso dal Discovery Institute. Ha scritto opere su argomenti disparati quali analisi dei sistemi, topologia differenziale, biologia teorica, filosofia e filosofia della matematica. In italiano è stato pubblicato A Tour of Calculus (I numeri e le cose). Alcuni dei suoi libri sono stati tradotti in più di dieci lingue.

## Opere

### Libri scientifici e divulgativi
- David Berlinski, The Well-tempered Wittgenstein (Thesis (PhD)), Princeton, NJ, Princeton University, 1968, OCLC 54749918.
- David Berlinski, On Systems Analysis: An Essay Concerning the Limitations of Some Mathematical Methods in the Social, Political, and Biological Sciences, Cambridge, MA, MIT Press, 1976, ISBN 978-0-262-02120-3, LCCN 76013444, OCLC 2213153.
- David Berlinski, Philosophy: The Cutting Edge, Port Washington, NY, Alfred Publishing Co., 1976, ISBN 978-0-88284-029-1, LCCN 76007548, OCLC 2089782.
- David Berlinski, Adverse Notes on Systems Theory, in Applied General Systems Research: Recent Developments and Trends, NATO Conference Series, vol. 5, New York, Plenum Press, 1978,  pp. 949-960, DOI:10.1007/978-1-4757-0555-3_72, ISBN 978-0-306-32845-9, LCCN 77026044, OCLC 470761024.
«Proceedings of the NATO international conference held in Binghamton, New York, August 15–19, 1977, sponsored by the NATO Special Program Panel on Systems Science.»
- David Berlinski, Black Mischief: The Mechanics of Modern Science, 1st, New York, William Morrow and Company, 1986, ISBN 978-0-688-04404-6, LCCN 85021820, OCLC 12721232.
  -  David Berlinski, Black Mischief: Language, Life, Logic, Luck, 2nd, Boston, Harcourt Brace Jovanovich, 1988, ISBN 978-0-15-613063-9, LCCN 87022695, OCLC 16680895.
- David Berlinski, The Language of Life, in Complexity, Language, and Life: Mathematical Approaches, Biomathematics, vol. 16, Berlin; New York, Springer-Verlag, 1986,  pp. 231-267, DOI:10.1007/978-3-642-70953-1_9, ISBN 978-3-642-70955-5, ISSN 0067-8821 (WC · ACNP), LCCN 85030324, OCLC 13010820.
- A Guide to the Compositions of Herman Berlinski (XML), New York, Herman Berlinski Collection (Jewish Theological Seminary of America), 1989, OCLC 417235152. URL consultato il 17 gennaio 2014 (archiviato dall'url originale il 3 agosto 2010).
- David Berlinski, The Rise of Differential Topology, Boston, MA, Birkhäuser, 1990, ISBN 978-3-7643-3073-6, OCLC 123046016.
- David Berlinski, A Tour of the Calculus, 1st, New York, Pantheon Books, 1995, ISBN 978-0-679-42645-5, LCCN 95004042, OCLC 31970193., traduzione italiana: I numeri e le cose, BUR Rizzoli 2001
- David Berlinski, Prague Interlude, in Travelers' Tales: The Road Within: True Stories of Transformation, 1st, San Francisco, CA, Travelers' Tales, Inc., 1997, ISBN 978-1-885211-19-4, OCLC 38049772.
- David Berlinski, Gödel's Question, in Mere Creation: Science, Faith & Intelligent Design, Foreword by Henry F. Schaefer, III, Downers Grove, IL, InterVarsity Press, 1998, ISBN 978-0-8308-1515-9, LCCN 98020999, OCLC 38959771.
- David Berlinski, Joseph Maier: A Personal Reminiscence, in Surviving the Twentieth Century: Social Philosophy from the Frankfurt School to the Columbia Faculty Seminars, New Brunswick, NJ, Transaction Publishers, 1999, ISBN 978-1-56000-352-6, LCCN 99016173, OCLC 41445653.
- David Berlinski, The Advent of the Algorithm: The Idea that Rules the World, New York, Harcourt, 2000, ISBN 978-0-15-100338-9, LCCN 98043755, OCLC 40459999.
  -  David Berlinski, The Advent of the Algorithm: The 300-Year Journey from an Idea to the Computer, 1st Harvest, San Diego, CA, Harcourt, 2001  [Originally published 2000 with different subtitle], ISBN 978-0-15-601391-8, OCLC 46890682.
- David Berlinski, Newton's Gift: How Sir Isaac Newton Unlocked the System of the World, New York, Free Press, 2000, ISBN 978-0-684-84392-6, LCCN 00034724, OCLC 44046921.
- David Berlinski, The Mathematics of Matter and the Mathematics of Mind, in Hybrid Systems: Computation and Control: 6th International Workshop, HSCC 2003, Prague, Czech Republic, April 2003: Proceedings, Hybrid Systems: Computation and Control, Lecture Notes in Computer Science, 2623, Berlin; New York, Springer-Verlag, 2003,  p. 1, ISBN 3-540-00913-2, LCCN 2003045461, OCLC 51855533.
- David Berlinski, The Secrets of the Vaulted Sky: Astrology and the Art of Prediction, 1st U.S., Orlando, FL, Harcourt, 2003, ISBN 978-0-15-100527-7, LCCN 2003009789, OCLC 52214462.
- David Berlinski, Infinite Ascent: A Short History of Mathematics, Modern Library Chronicles, 1st, New York, Modern Library, 2005, ISBN 978-0-679-64234-3, LCCN 2005041519, OCLC 57573840.
- David Berlinski, Two Fables by Jorge Luis Borges, in Darwin's Nemesis: Phillip Johnson and the Intelligent Design Movement, Foreword by Rick Santorum, Downers Grove, IL, IVP Academic, 2006, ISBN 978-0-8308-2836-4, LCCN 2005033144, OCLC 62330745.
- David Berlinski, The Devil's Delusion: Atheism and Its Scientific Pretensions, 1st, New York, Crown Forum, 2008, ISBN 978-0-307-39626-6, LCCN 2007048071, OCLC 183162134.
  -  David Berlinski, The Devil's Delusion: Atheism and Its Scientific Pretensions, 2nd, New York, Basic Books, 2009, ISBN 978-0-465-01937-3, LCCN 2009931847, OCLC 401147024.
- David Berlinski, The Deniable Darwin and Other Essays, Seattle, WA, Discovery Institute Press, 2009, ISBN 978-0-9790141-2-3, LCCN 2009935347, OCLC 624322270.
- David Berlinski, One, Two, Three: Absolutely Elementary Mathematics, 1st, New York, Pantheon Books, 2011, ISBN 978-0-375-42333-8, LCCN 2010038555, OCLC 657595353.
- David Berlinski, The King of Infinite Space: Euclid and His Elements, New York, Basic Books, 2013, ISBN 978-0-465-01481-1, LCCN 2012042492, OCLC 828850721.

### Opere letterarie
- David Berlinski, A Clean Sweep, 1st, New York, St. Martin's Press, 1993, ISBN 978-0-312-08744-9, LCCN 92036534, OCLC 26764139.
- David Berlinski, Less Than Meets the Eye: An Aaron Asherfeld Mystery, 1st, New York, St. Martin's Press, 1994, ISBN 978-0-312-11298-1, LCCN 93045281, OCLC 29470294.
- David Berlinski, The Body Shop: An Aaron Asherfeld Mystery, 1st, New York, St. Martin's Press, 1996, ISBN 978-0-312-13935-3, LCCN 95046783, OCLC 33439024.

### Articoli in peer-review
- David Berlinski e Daniel Gallin, Quine's Definition of Logical Truth, in Noûs, vol. 3, n. 2, maggio 1969,  pp. 111-128, JSTOR 2216260.
- David Berlinski, Systems Analysis, in Urban Affairs Review, vol. 6, n. 1, settembre 1970,  pp. 104-126, DOI:10.1177/107808747000600111, ISSN 1078-0874 (WC · ACNP).
- David Berlinski, Philosophical Aspects of Molecular Biology, in The Journal of Philosophy, vol. 69, n. 12, 15 giugno 1972,  pp. 319-335, ISSN 0022-362X (WC · ACNP), JSTOR 2024776, OCLC 244821401.
- David Berlinski, The Philosophy of Biology by Michael Ruse (Book review), in Philosophy of Science, vol. 41, n. 4, dicembre 1974,  pp. 418-422, DOI:10.1086/288605, ISSN 0031-8248 (WC · ACNP), JSTOR 187011, OCLC 716512499.
- David Berlinski, Russell and Moore: The Analytical Heritage by A. J. Ayer (Book review), in American Political Science Review, vol. 70, n. 4, dicembre 1976,  p. 1257, DOI:10.2307/1959389, ISSN 1537-5943 (WC · ACNP), JSTOR 1959389.
- David Berlinski, The Cybernetic Theory of Decision by John D. Steinbruner; The Sciences of the Artificial by H. A. Simon (Book review), in American Political Science Review, vol. 71, n. 1, marzo 1977,  pp. 424-428, ISSN 1537-5943 (WC · ACNP), JSTOR 1957077, OCLC 805068983.
- David Berlinski, Knowing, Knowledge, Known, in Logique et Analyse, vol. 33, 129–130, 1990,  pp. 3-20, ISSN 0024-5836 (WC · ACNP), OCLC 1756092.

### Articoli di riviste e giornali
- David Berlinski, Mathematical models of the world, in Synthese, Part 1, vol. 31, n. 2, agosto 1975,  pp. 211-227, DOI:10.1007/BF00485978, ISSN 0039-7857 (WC · ACNP), OCLC 4895060169. Part 2 and part 3 published in Synthese, 36 (3) (November 1977), and 37 (2) (February 1978), respectively (OCLC 226993726).
- David Berlinski, Catastrophe theory and its applications: A critical review (Book review), in Systems Research and Behavioral Science, vol. 23, n. 4, 1978,  pp. 402-416, DOI:10.1002/bs.3830230411.
- David Berlinski, Kurt Gödel (1906-1978), in Revue de Métaphysique et de Morale, vol. 85, n. 4, ottobre–dicembre 1980,  pp. 509-518, ISSN 0035-1571 (WC · ACNP), JSTOR 40902196, OCLC 763653542.
- David Berlinski, Vienna, in New England Review & Bread Loaf Quarterly, vol. 12, n. 2, Winter 1989,  pp. 157-168, ISSN 1053-1297 (WC · ACNP), JSTOR 40237243.
- David Berlinski, The Soul of Man Under Physics (PDF), in Commentary, gennaio 1996, ISSN 0010-2601 (WC · ACNP). URL consultato il 17 gennaio 2014 (archiviato dall'url originale il 2 febbraio 2014).
- David Berlinski, The Deniable Darwin, in Commentary, giugno 1996, ISSN 0010-2601 (WC · ACNP). URL consultato il 17 gennaio 2014.
- David Berlinski, Keeping an Eye on Evolution: Richard Dawkins, a relentless Darwinian spear carrier, trips over Mount Improbable (Book review), in The Globe and Mail, Toronto, Ontario, The Globe and Mail Inc., 2 novembre 1996. URL consultato il 17 gennaio 2014.
- David Berlinski, The End of Materialistic Science, in Forbes ASAP, 2 dicembre 1996,  pp. 146-160, ISSN 1078-9901 (WC · ACNP), LCCN 94648579. URL consultato il 17 gennaio 2014.
- David Berlinski, Ground Zero: A Review of The Pleasures of Counting, by TW Koerner (Book review), in The Sciences, vol. 37, n. 4, luglio–agosto 1997,  pp. 37-41, ISSN 0036-861X (WC · ACNP).
- David Berlinski, Was There a Big Bang? (PDF), in Commentary, febbraio 1998, ISSN 0010-2601 (WC · ACNP). URL consultato il 17 gennaio 2014 (archiviato dall'url originale il 2 febbraio 2014).
- David Berlinski, What Brings a World into Being?, in Commentary, aprile 2001, ISSN 0010-2601 (WC · ACNP). URL consultato il 17 gennaio 2014.
- David Berlinski, Where Physics and Politics Meet (Book review), in The Weekly Standard, vol. 7, n. 11, 26 novembre 2001, ISSN 1083-3013 (WC · ACNP), OCLC 32775365. URL consultato il 17 gennaio 2014 (archiviato dall'url originale il 7 ottobre 2008).
- David Berlinski, God, Man, and Physics (Book review), in The Weekly Standard, vol. 7, n. 22, 18 febbraio 2002, ISSN 1083-3013 (WC · ACNP), OCLC 32775365. URL consultato il 17 gennaio 2014 (archiviato dall'url originale il 18 gennaio 2014).
- David Berlinski, Einstein and Gödel, in Discover, vol. 23, n. 3, marzo 2002,  p. 38, ISSN 0274-7529 (WC · ACNP).
- David Berlinski, Lucky Jim (Book review), in The Weekly Standard, vol. 7, n. 26, 18 marzo 2002, ISSN 1083-3013 (WC · ACNP), OCLC 32775365. URL consultato il 17 gennaio 2014 (archiviato dall'url originale il 18 gennaio 2014).
- David Berlinski, Inventing Numbers: How Mathematicians Filled the Inky Void (PDF), in American Educator, vol. 26, n. 3, Fall 2002,  pp. 36-41, ISSN 0148-432X (WC · ACNP). URL consultato il 17 gennaio 2014 (archiviato dall'url originale il 17 dicembre 2013).
- David Berlinski, Has Darwin Met His Match?, in Commentary, dicembre 2002, ISSN 0010-2601 (WC · ACNP). URL consultato il 17 gennaio 2014.
- David Berlinski, A Scientific Scandal, in Commentary, aprile 2003, ISSN 0010-2601 (WC · ACNP). URL consultato il 17 gennaio 2014.
- David Berlinski, On the Origins of the Mind (PDF), in Commentary, novembre 2004, ISSN 0010-2601 (WC · ACNP). URL consultato il 17 gennaio 2014.
- David Berlinski, There are valid criticisms of evolution, in The Wichita Eagle, 9 marzo 2005. URL consultato il 17 gennaio 2014 (archiviato dall'url originale il 21 marzo 2005).
- David Berlinski, Academic Extinction, in The Daily Californian, 1º aprile 2005, OCLC 60637422. URL consultato il 17 gennaio 2014 (archiviato dall'url originale il 4 marzo 2016).
- David Berlinski, On the Origins of Life, in Commentary, febbraio 2006, ISSN 0010-2601 (WC · ACNP). URL consultato il 17 gennaio 2014.
- David Berlinski, Inside the Mathematical Mind (Book review), in The New York Sun, TWO SL LLC, 29 agosto 2007. URL consultato il 17 gennaio 2014 (archiviato dall'url originale il 1º febbraio 2014).
- David Berlinski, The Dang Thing, in National Review Online, 5 maggio 2008, OCLC 45278115. URL consultato il 17 gennaio 2014.
- David Berlinski, Connecting Hitler and Darwin, in Human Events, 18 aprile 2008. URL consultato il 17 gennaio 2014 (archiviato dall'url originale il 14 novembre 2013).
- David Berlinski, The Scientific Embrace of Atheism (Blog), in PJ Media, 28 aprile 2008. URL consultato il 17 gennaio 2014 (archiviato dall'url originale il 30 agosto 2014).
- David Berlinski, The God of the Gaps, in Commentary, aprile 2008  [Published 2008 in chapter 8 of The Devil's Delusion: Atheism and Its Scientific Pretensions as "Our Inner Ape, a Darling, and the Human Mind"], ISSN 0010-2601 (WC · ACNP). URL consultato il 17 gennaio 2014.